# Jafet, der søger sig en Fader III. Kapergasten
|  | Sammenskrivningsforslag Artiklen Jafet, der søger sig en Fader III. Kapergasten er foreslået føjet ind i Jafet, der søger sig en Fader, I-IV. (Siden januar 2023) Diskutér forslaget |

|  | Denne artikel er oprettet af botten Steenthbot ud fra en ekstern database. Den kan derfor have sproglige fejl eller mangler. Denne skabelon kan fjernes efter kontrol af indholdet. |

Jafet, der søger sig en Fader III. Kapergasten er en dansk stumfilm fra 1922 instrueret af Emanuel Gregers.

## Handling
Jafet og Tim har fået hyre på et skib med kurs mod den portugisiske havneby Pontevidera, hvor Jafet håber at finde sin far. Hans utrættelige søgen bliver atter engang en eventyrlig og farefuld rejse. De to venner må bekæmpe både portugisiske forbryderbander og sydamerikanske indianere, og da de endelig kommer tilbage til London, bliver Jafet dømt for et mord, han ikke har begået.
’Kapergasten’ er tredje del af ’Jafet, der søger sig en Fader’, som blev udgivet i september og oktober 1922. De fire film i serien er baseret på Kaptajn Marryats tobindsværk fra 1836 – 'Mr Midshipman Easy' og 'Japhet, in Search of a Father' – samt inspireret af andre af forfatterens kendte værker. Hovedrollerne som Tim og Jafet spilles af henholdsvis Carlo Wieth og Rasmus Christiansen.

## Medvirkende
- Carlo Wieth, Jafet, Newland
- Rasmus Christiansen, Tim, Jafets ven
- Viggo Wiehe
- Johannes Ring
- Gerhard Jessen, Den fremmede
- Ingeborg Spangsfeldt